# Quốc kỳ Cộng hòa Ireland
Quốc kỳ Cộng hòa Ireland (tiếng Ireland: Bratach na hÉireann) là một lá cờ gồm có 3 dải màu nằm dọc bằng nhau, các màu sắc lần lượt từ trái sang phải là xanh lá cây, trắng và da cam. Lá cờ này chính thức được công nhận là quốc kỳ của Cộng hòa Ireland vào ngày 21 tháng 1 năm 1919 và chính thức được sử dụng từ năm 1922. Màu xanh lá cây tượng trưng cho những người theo Công giáo, màu da cam tượng trưng cho những người theo đạo Tin Lành còn màu trắng ở giữa thể hiện sự hòa hợp dân tộc của Ireland.